# 懷特霍爾 (伊利諾伊州)
懷特霍爾（英語：White Hall）是一個位於美國伊利諾伊州格林縣的城市。

## 地理
懷特霍爾的座標為39°26′22″N 90°23′57″W / 39.43944°N 90.39917°W，而該地的平均海拔高度為174米（即571英尺）。

## 人口
根據2010年美國人口普查的數據，懷特霍爾的面積為6.82平方千米，當中陸地面積為6.67平方千米，而水域面積為0.15平方千米。當地共有人口2520人，而人口密度為每平方千米369.5人。